# Eighth Wonder
Az Eighth Wonder (jelentése "a nyolcadik csoda", utalás a világ hét csodájára) 1983-ban alakult, 1989-ig aktív brit popegyüttes Londonból. Tagjai az énekesnő, színésznő és modell Patsy Kensit, testvére, Jamie Kensit, valamint Steve Grantley, Geoff Beauchamp, Nigel Davis, Jake Walters és Lawrence Lewis voltak. Legismertebb daluk az "I'm Not Scared" (a Pet Shop Boys szerzeménye) valamint a "Cross My Heart", mindkettő az 1988-ban megjelent Fearless albumról. Két nagylemezük és két válogatásalbumuk jelent meg.

## Diszkográfia

### Stúdióalbumok
- Brilliant Dreams (1987)
- Fearless (1988)

### Válogatásalbumok
- The Best Remixes (1989)
- The Remix Anthology (2014)